# UFO Yepha
UFO Yepha var en rapduo fra Svendborg, senere Århus og København, der bestod af Kristian Humaidan (UFO, født 1981) og Jeppe Bruun Wahlstrøm (Yepha, født 1983).
UFO Yephas første succes var i 2003 med singlen "Hver Dag". I 2006 kom andet album, Ingen Som Os, med bl.a. singlerne "Op Med Håret", "Hængekøjen" og "Fluen på væggen" der også blev store hits. Gruppen har tidligere medvirket på MC Clemens' andet album Den Anden Verden som en del af Kælderposen (alias Kældersquad). Kælderposen bestod af UFO, Yepha, Rune Bøje, JOT, LX, Jesper Drejer, Ole R og DJ Rescue.
UFO vandt freestyle-mesterskabet MC Fight Night i 2002.
UFO Yepha arbejder som producer under navnet whY yoU productions og har blandt andet arbejdet på Ali Kazims album Gadedrøm samt på produktioner for blandt andre DR. UFO Yepha holdt i flere til i Århus, hvor de havde eget studie og bl.a. producerede deres egen plade Ingen Som Os fra 2006. Siden 2008 har de to boet i København.
I januar 2009 fik UFO en søn. Senere samme år meddelte de, at de ville tage en pause som duo, da samarbejdet havde tæret på deres venskab.

## Diskografi

### Album
- U vs. Y (2003)
- Ingen Som Os (2006)
- Kig Mig I Øjnene (2008)

### Udvalgte singler
Fra U vs. Y
- "Hver Dag" (2003)

Fra Kig Mig I Øjnene
- "Næh Næh" (med Anna David; 2008)
- "Stille Og Rolig Knald På" (2009)

## Priser
Ufo Yepha præmieredes med 50.000 kr. af Statens Kunstfond i 2006 for Ingen Som Os.
UFO Yepha var desuden nomineret i to kategorier til Danish Music Awards 2007, de fik også nomineringer til bl.a. Zulu Awards og Tjeck Awards. I 2009 vandt videoen til "Næh Næh" en Danish Music Award for Årets bedste musikvideo.